# كريستوبال لوبيز (رجل أعمال)
كريستوبال لوبيز (بالإسبانية: Cristóbal López)‏ هو شخصية أعمال أرجنتيني، ولد في 1956 في بوينس آيرس في الأرجنتين.